# Ormož
Ormož (Duits: Friedau) is een gemeente in het oosten van Slovenië in de regio Stiermarken (Sloveens: Štajerska, Duits: Steiermark), gelegen aan de oever van de Drava. De gemeente telde na de volkstelling in 2002 17.095 inwoners.
Ormož werd het eerst vermeld in 1273 met de naam Holermus, waaruit zich het Hongaarse Ormosd en Sloveense Ormož hebben afgeleid. In 1331 verkreeg Ormož stadsrechten.
Ormož en de onmliggende regio zijn belangrijk voor de wijnbouw in Slovenië.

## Plaatsen in de gemeente
Bresnica, Cerovec Stanka Vraza, Cvetkovci, Dobrava, Dobrovščak, Drakšl, Frankovci, Gomila pri Kogu, Hajndl, Hardek, Hermanci, Hujbar, Hum pri Ormožu, Ivanjkovci, Jastrebci, Kajžar, Kog, Krčevina, Lačaves, Lahonci, Lešnica, Lešniški Vrh, Libanja, Litmerk, Loperšice, Lunovec, Mala vas pri Ormožu, Mali Brebrovnik, Mihalovci, Mihovci pri Veliki Nedelji, Miklavž pri Ormožu, Ormož, Osluševci, Pavlovci, Pavlovski Vrh, Podgorci, Preclava, Pušenci, Ritmerk, Runeč, Senešci, Sodinci, Spodnji Ključarovci, Stanovno, Strezetina, Strjanci, Strmec pri Ormožu, Šardinje, Trgovišče, Veličane, Velika Nedelja, Veliki Brebrovnik, Vičanci, Vinski Vrh, Vitan, Vodranci, Vuzmetinci, Zasavci, Žerovinci, Žvab

## In Ormož zijn geboren
- Stanko Cajnkar (1900-1977) - theoloog en schrijver
- Stanko Vraz (1810-1851) - etnoloog en dichter

Benedikt · Cerkvenjak · Cirkulane · Destrnik · Dornava · Duplek · Gorišnica · Hajdina · Hoče-Slivnica · Juršinci · Kidričevo · Kungota · Lenart · Lovrenc na Pohorju · Majšperk · Makole · Maribor · Markovci · Miklavž na Dravskem polju · Oplotnica · Ormož · Pesnica · Podlehnik · Poljčane · Ptuj · Rače-Fram · Ruše · Selnica ob Dravi · Slovenska Bistrica · Središče ob Dravi · Starše · Sveta Ana · Sveta Trojica v Slovenskih goricah · Sveti Andraž v Slovenskih goricah · Sveti Jurij · Sveti Tomaž · Šentilj · Trnovska vas · Videm · Zavrč · Žetale